# Championnat d'Europe de snooker amateur
Le championnat d'Europe de snooker amateur est le premier tournoi de snooker non professionnel en Europe. L'événement est organisé par l'EBSA (European Billiard and Snooker Association). Il a d'abord eu lieu en 1988 et est organisé chaque année depuis 1993,,. Dans la plupart des cas, le vainqueur du tournoi se qualifie pour les deux prochaines saisons du World Snooker Tour.

## Palmarès
| Année | Lieu                         | Vainqueur          | Finaliste             | Score |
| ----- | ---------------------------- | ------------------ | --------------------- | ----- |
| 1988  | Scheveningen, Pays-Bas       | Stefan Mazrocis    | Paul Mifsud           | 11-7  |
| 1993  | Helsinki, Finlande           | Neil Mosley        | Robin Hull            | 8-6   |
| 1994  | Budapest, Hongrie            | Danny Lathouwers   | Stefan van der Borght | 8-2   |
| 1995  | Belfast, Irlande du Nord     | David Lilley       | David Gray            | 8-7   |
| 1996  | Anvers, Belgique             | Graham Horne       | Kristján Helgason     | 8-5   |
| 1997  | Biarritz, France             | Robin Hull         | Kristján Helgason     | 7-3   |
| 1998  | Helsinki, Finlande           | Kristján Helgason  | Alex Borg             | 7-2   |
| 1999  | Enschede, Pays-Bas           | Bjorn Haneveer     | David Bell            | 7-0   |
| 2000  | Stirling, Écosse             | Craig Butler       | Bjorn Haneveer        | 7-3   |
| 2001  | Riga, Lettonie               | Bjorn Haneveer (2) | Kurt Maflin           | 7-6   |
| 2002  | Kalisz, Pologne              | David John         | David McLellan        | 7-2   |
| 2003  | Bad Wildungen, Allemagne     | David John (2)     | Andrew Pagett         | 7-3   |
| 2004  | Völkermarkt, Autriche        | Mark Allen         | Alex Borg             | 7-6   |
| 2005  | Ostrów Wielkopolski, Pologne | Alex Borg          | Kristján Helgason     | 7-2   |
| 2006  | Constanța, Roumanie          | Alex Borg (2)      | Jeff Cundy            | 7-5   |
| 2007  | Carlow, Irlande              | Kevin van Hove     | Rodney Goggins        | 7-2   |
| 2008  | Lublin, Pologne              | David Grace        | Craig Steadman        | 7-6   |
| 2009  | Duffel, Belgique             | David Hogan        | Mario Fernandez       | 7-4   |
| 2010  | Bucarest, Roumanie           | Luca Brecel        | Roy Stolk             | 7-4   |
| 2011  | Sofia, Bulgarie              | Daniel Wells       | Vincent Muldoon       | 7-4   |
| 2012  | Daugavpils, Lettonie         | Scott Donaldson    | Brendan O'Donoghue    | 7-3   |
| 2013  | Zielona Góra, Pologne        | Robin Hull (2)     | Gareth Allen          | 7-2   |
| 2014  | Sofia, Bulgarie              | Mitchell Mann      | John Whitty           | 7-2   |
| 2015  | Prague, République tchèque   | Michael Wild       | Jamie Clarke          | 7-4   |
| 2016  | Wrocław, Pologne             | Jak Jones          | Jamie Clarke          | 7-4   |
| 2017  | Nicosie, Chypre              | Chris Totten       | Andres Petrov         | 7-3   |
| 2018  | Sofia, Bulgarie              | Harvey Chandler    | Jordan Brown          | 7-2   |
| 2019  | Eilat, Israël                | Kacper Filipiak    | David Lilley          | 5-4   |
| 2020  | Albufeira, Portugal          | Andrew Pagett      | Heikki Niva           | 5-2   |
| 2021  | Albufeira, Portugal          | Oliver Brown       | Ivan Kakovskii        | 5-4   |
| 2022  | Shengjin, Albanie            | Andres Petrov      | Ben Mertens           | 5-3   |
| 2023  | San Pawl il-Baħar, Malte     | Ross Muir          | Michael Collumb       | 5-1   |
| 2024  | Sarajevo, Bosnie-Herzégovine | Robbie McGuigan    | Craig Steadman        | 5-4   |

## Bilan par pays
| Pays            | Joueur | Total | Premier titre | Dernier titre |
| --------------- | ------ | ----- | ------------- | ------------- |
| Angleterre      | 9      | 9     | 1988          | 2021          |
| Belgique        | 4      | 5     | 1994          | 2010          |
| Pays de Galles  | 4      | 5     | 2002          | 2020          |
| Écosse          | 4      | 4     | 1996          | 2023          |
| Finlande        | 1      | 2     | 1997          | 2013          |
| Malte           | 1      | 2     | 2005          | 2006          |
| Irlande du Nord | 2      | 2     | 2004          | 2024          |
| Islande         | 1      | 1     | 1998          | 1998          |
| Irlande         | 1      | 1     | 2009          | 2009          |
| Pologne         | 1      | 1     | 2019          | 2019          |
| Estonie         | 1      | 1     | 2022          | 2022          |